# Runa (plaats)
Runa is een plaats (freguesia) in de Portugese gemeente Torres Vedras en telt 1032 inwoners (2001).